# Chihmingite
La chihmingite (simbolo IMA: Cim) è un minerale e un ossido molto raro del supergruppo dello spinello, all'interno del quale si trova nella famiglia degli ossispinelli e da lì nel sottogruppo dello spinello con la composizione chimica idealizzata Ni2+Al2O4.

## Etimologia e storia
A causa della loro struttura semplice e dell'elevata variabilità chimica, gli spinelli sono un sistema-modello popolare per lo studio delle leggi cristalline o delle proprietà elettriche e magnetiche. La distribuzione dei cationi nelle due posizioni cationiche della struttura dello spinello influenza varie proprietà tecnicamente interessanti e gli spinelli sintetici di nichel-alluminato, insieme a molti altri spinelli, sono stati studiati dalla metà del XX secolo.
Nel 2000, gli scienziati olandesi hanno trovato la prima prova di una presenza naturale di spinelli di alluminato ricchi di nichel in granate fatte di peridotiti granato provenienti dalla Norvegia occidentale. Questi granati contengono inclusioni di nichel metallico quasi puro circondate da una frangia di reazione finemente cristallina che non avevano studiato in dettaglio. Sospettarono una reazione del granato ricco di piropo con il nichel per formare spinello, pirosseno e quarzo ricchi di nichel.
La chihmingite è stata descritta come un nuovo minerale nel 2022 in campioni prelevati dalla peridotite di Ugelvik sull'isola di Øtrøy in Norvegia.

## Classificazione
Secondo l'attuale classificazione dell'Associazione Mineralogica Internazionale (IMA), la chihmingite appartiene al supergruppo dello spinello, dove è associata a cromite, cocromite, coulsonite, cuprospinello, dellagiustaite, deltalumite, franklinite, gahnite, galaxite, guite, hausmannite, hercynite, hetaerolite, jacobsite, maghemite, magnesiocromite, magnesiocoulsonite, magnesioferrite, magnetite, manganocromite, spinello, termaerogenite, titanomaghemite, trevorite, vuorelainenite e zincocromite, con cui forma il sottogruppo spinello all'interno degli ossispinelli. Fanno parte di questo gruppo anche la chukochenite descritta dopo il 2018, così come la nicromite, il cui nome non è stato ancora riconosciuto dal CNMNC dell'IMA.
Nell'obsoleta 8ª edizione della sistematica dei minerali secondo Strunz, la chihmingite non è elencata, né nella Sistematica dei lapis (Lapis-Systematik) di Stefan Weiß, che è stata rivista e aggiornata l'ultima volta nel 2018 e che si basa ancora su questa vecchia forma della sistematica di Strunz.
Anche la 9ª edizione della sistematica minerale di Strunz, utilizzata dall'IMA dal 2001 al 2009, non riconosce la chihmingite, così come la classificazione secondo Dana, utilizzata principalmente nel mondo anglofono, non elenca ancora la chihmingite.
La classificazione di Strunz continuata dal database dei minerali "Mindat.org", che si basa sulla 9ª edizione della sistematica minerale di Strunz, classifica la chihmingite nella classe di "ossidi e idrossidi" e da lì nella sottoclasse "Metallo : Ossigeno = 3 : 4 e simili. Questa è ulteriormente suddivisa in base alla dimensione relativa dei cationi coinvolti, e la chihmingite è stata classificata in base alla sua composizione nella suddivisione "Con solo cationi di medie dimensioni" con il numero di sistema 4.BA. (confrontare la suddivisione dello stesso nome nella classificazione di Strunz (9ª edizione)). All'anno 2024, non esiste un'ulteriore classificazione in un gruppo di minerali specifico.

## Chimica
La chihmingite pura ha la composizione Ni2+Al2O4. L'esatta composizione dello spinello di nichel-alluminio della località tipo non è stata ancora pubblicata.

## Abito cristallino
La chihmingite cristallizza nel sistema cristallino cubico nel gruppo spaziale Fd3m (gruppo nº 227) con costante di reticolo a = 8,059(5) Å e 8 unità di formula per cella unitaria.
In questo spinello inverso, la posizione del tetraedro è prevalentemente occupata dall'alluminio (Al3+) e la posizione dell'ottaedro è mescolata con nichel (Ni2+) e alluminio.

## Origine e giacitura
La località tipo della chihmingite è la peridotite di Ugelvik sull'isola di Øtrøy nel comune di Midsund, nella contea di Møre og Romsdal, in Norvegia.
La chihmingite è un minerale estremamente raro ed è stato descritto al mondo solo nella località tipo, la peridotite di Ugelvik, sull'isola di Øtrøy nel comune di Midsund nella provincia di Møre og Romsdal, in Norvegia e in Sudafrica, a Barberton nella municipalità locale di Umjindi. La paragenesi della chihmingite al 2024 non è ancora stata pubblicata.